# ميدالية لحسان (فلم)
ميدالية لحسان هو فيلم جزائري مقتبس من مسرحية البوابين.

## الممثلون
- رويشد
- فريدة صابونجي
- سيد علي كويرات
- فتيحة بربار
- يحيى بن مبروك
- معمر معروف
- مصطفى برور
- سعاد سبخي
- بهية أمال
- حمزة فغولي
- وردية حمطوش
- مصطفى عياد
- ابن يونس مهديد
- حمدان غبوبة

## الطاقم الفني
- مهندي الصوت: محمد زيواني
- مسؤول التركيب: رشيد زايت
- مدير التصويت: إسماعيل بومولة
- إخراج: الحاج رحيم

## روابط خارجية
- مشاهدة الفيلم على قناة التلفزيون الجزائري على اليوتوب